# Brněnec
Brněnec – gmina w Czechach, w powiecie Svitavy, w kraju pardubickim. Według danych z dnia 1 stycznia 2014 liczyła 1 306 mieszkańców.
W czasie II wojny światowej od 21 października 1944 do 8 maja 1945 znajdował się tutaj podobóz obozu Groß-Rosen Brünnlitz.